# The Life to Come and Other Stories
The Life to Come and Other Stories é uma colecção de contos escritos por E. M. Forster e publicada postumamente em língua inglesa em 1972.
Dos 14 contos que compõem esta colectânea, escritos após Maurice (também publicado postumamente) e o sucesso retumbante de A Passage to India em 1924, apenas 2 foram publicados em vida do autor. De fato a maior parte destes belos contos aborda a temática homossexual, quando a publicação de histórias deste teor era absolutamente impensável.